# Rhodostrophia rara
Rhodostrophia rara là một loài bướm đêm trong họ Geometridae.